# Magnus Banck
Carl Melcher Magnus Banck, född 19 augusti 1939 i Stockholm, död 10 november 1981 i Mölle, var en svensk programledare och producent. 
På 1960-talet ledde Banck populära program i Sveriges Radio, bland andra Melodirouletten, Melodifrågan och Melodi 21. Efter 1970 fick han färre uppdrag, och hans sista år präglades av sjukdom och ensamhet. Han var folkkär men också kontroversiell inom Sveriges Radio.

## Biografi

### Tidiga år
Magnus Banck tillhörde redarsläkten Banck från Höganäs och Helsingborg. Hans far var diplomat i New York. Han föddes i Stockholm, bodde en tid i delstaten New York, gick på Sigtuna humanistiska läroverk och på Beskowska skolan i Stockholm. I USA studerade han en tid vid National Broadcasting Company, NBC.
Banck fick sitt första uppdrag för Sveriges Radio redan som sjuttonåring (1957), när han medarbetade i ett ungdomsprogram och i Sveriges bilradio. Som nittonåring 1959 producerade han Rattugglan, ett program med musik och tips för bilister och andra som var vakna på natten.

### 1960-talet
Hans publika genombrott kom 1963. En artiststrejk gjorde att inga nya svenska skivor producerades och därmed kunde programmet Svensktoppen (som Banck då ledde) inte sändas. Han kom då med idén till ett musikgissningsprogram kallat Melodirouletten, senare följt av Melodifrågan och Melodi-21. Banck var värd för programmen som blandade musik, tävling och telefonsamtal med lyssnare. Programmen sändes 1963–1966.
Hösten 1964 träffade Banck rallyföraren Ursula Wirth när de båda vikarierade för C-G Hammarlund i Sveriges bilradio. Paret gifte sig 1965.
Banck nådde stor popularitet bland lyssnarna, samtidigt som han också retade vissa. Han använde sin popularitet även vid sidan av sin anställning vid radion. Bland annat framträdde han i folkparkerna tillsammans med sin hustru, med bland andra imitatören Bosse Parnevik samt i reklamsammanhang. Detta ådrog honom en hel del kritik från cheferna på Sveriges Radio. Han valde därför att avsluta sin anställning vid radion 1 juni 1966, men fortsatte där som frilansmedarbetare.
Som frilans hade han större frihet att syssla med andra verksamheter. Han startade bolaget ”Svensk showproduktion”, arrangerade fester och jippon, drev nattklubb och restaurang i Lysekil och Stockholm, sjöng in skivor och låg som sångare en vecka på Svensktoppen med låten "Jag tänker ändra på allt".
Mot slutet av 1960-talet blev Bancks uppdrag inom radion allt färre. Det berodde, enligt honom själv, dels på att han inte hade tid över till radioprogram, dels på att cheferna på Sveriges Radio hade tröttnat på honom. Hans mest populära tid inom radion var 1964–1967. Programredaktionen för Melodifrågan och Melodi 21 fick varje vecka mängder av brev från lyssnare, som mest 160 000. Utöver redan nämnda program medverkade han under 1960-talet bland annat som programledare för Det ska vi fira och Melodifestivalen 1968, medverkade i televisionen med trafikfrågesport inför omläggningen till högertrafik 1967 och i Dolda kameran. Bedömningarna om hans person och framträdande växlade från ”Magnus Banck var en naturbegåvning framför radiomikrofonen. Han hade lätt för otvungna samtal med intervjuoffer.” via ”innerligt älskad och illa omtyckt för att han var så hjärtinnerligt hjärtlig i Melodi-21”. till ”Hans hjärtlighet är ett par grader större än nödvändigt – och det har retat mer tillknäppta personer i det här landet.”

### Senare år
1970 valde Banck att sluta med underhållningen för att på heltid kunna ägna sig åt ett nytt projekt, en jättelik fritidsanläggning vid den kommande Ölandsbrons landfäste vid Färjestaden. Där skulle finnas hundratals bungalows, campingplats med plats för tusen tält, utomhusteater, hotell, restaurang, affärer, nöjesfält och idrottsanläggningar. Han och hans kollega från radion, Gert Landin, bildade en intresseförening av företagare och engagerade kommunpolitiker. Projektet förverkligades dock aldrig. Banck skyllde på kommunfullmäktiges ordförande som hade anklagat Banck och Landin för att ha vilselett kommunen och allmänheten.
Banck satsade därefter på ett rent underhållningsprojekt, att hyra Oscarsteatern i Stockholm för att låta Anita Lindblom spela "Eliza" i My fair lady. Inte heller det genomfördes.
Äktenskapet med Ursula Wirth sprack. I det läget valde Banck att lämna landet och flytta till Mallorca. Han hade stora skulder till staten och till andra fordringsägare. På Mallorca startade han en reklamfinansierad radiokanal, ”Radio de Sueca”, som vände sig till nordiska turister. Han spelade svensk musik, varvat med nyheter och turisttips.
Inte heller radiosatsningen bar sig. Mot slutet av 1970-talet flyttade han åter till Sverige. Han var nu svårt sjuk i diabetes och vårdades länge på sjukhus. Efter utskrivningen vistades han en tid på ett konvalescenthem i Mölle och hyrde därefter ett mindre hus i byn. Han hade bara ett fåtal vänner kvar, bland dem förra hustrun Ursula Wirth och kollegan från radio, Mona Krantz, och umgicks bara med dem han träffade i fiskehamnen. Enligt Krantz trivdes han med ensamheten i Mölle.

### Död
När grannarna i slutet av 1981 inte sett honom på ett tag slog de larm till polisen, som fann honom död i bostaden. Han angavs i dödsannonsen "ha lämnat oss" den 18 november 1981, men anges enligt officiella uppgifter ha avlidit ungefär en vecka tidigare, den 10 november.
Magnus Banck är gravsatt på Norra begravningsplatsen i Stockholm.

## Övrigt
Banck var stor rent fysiskt, 196 cm lång och med en vikt som mest långt över 100 kg. 